# Inre automorfi
En inre automorfi, Th, är en gruppautomorfi på G sådan att Th(g) = h-1gh, där h är ett fixt element i G och g tillhör G. Gruppen av inre automorfier på G betecknas med Inn(G) och är isomorf med kvotgruppen G/ZG, där ZG är G:s centrum. Inn(G) är en normal delgrupp till automorfigruppen Aut(G).
Om till exempel G = D4, som har åtta element och är en delgrupp till S4, så är Inn(G) isomorf med G/ZG. Eftersom ZG = {I,ψ2} och alltså |G/ZG| = 8/2 = 4, så finns det fyra inre automorfier på G, för h = I, φ, ψ respektive φψ, där I är den identiska avbildningen. Dessa fyra automorfier bildar gruppen av inre automorfier, Inn(D4), på D4 och är isomorf med Kleins fyrgrupp.
Om G är abelsk, så är ZG = G och således finns endast en inre automorfi på G, den identiska avbildningen.
För en icke-abelsk grupp, sådan att centrum för G endast består av enhetselementet, det vill säga att |ZG| = 1, är Inn(G) isomorf med G.